# Jack and Coke
Jack i Coke (també referit com JD i Coke, Jack Coke, Jack amb Cola, o un Lemmy) és un còctel amb alcohol elaborat al barrejar Tennessee whiskey de la marca de Jack Daniel's amb refresc de cola. És especialment popular al sud dels Estats units. Aquesta beguda és generalment servida amb gel – a vegades en un got baix de vidre clàssic o també dit d'estil vidre Collins – i de vegades en recipients més austers com copes de plàstic. El còctel Bourbon i Coke, més generalment conegut com a Bourbon i Cola, és bàsicament la mateixa beguda, excepte que no s'identifica una sola marca en particular de whisky, mentre el terme "Jack i Coke" concretament identifica que la marca de Jack Daniel's és utilitzada. El "Coke" la part del nom tendeix a que es farà servir Coca-Cola, però és comú que pugui ser qualsevol altra marca de refresc de cola del sud dels Estats Units.
La beguda és considerada de baixa categoria tendeix a arrufar les celles als aficionats al whisky; no apareix generalment a les cartes dels bons restaurants per sopar, i alguns establiments orientats al consum luxós poden rebutjar servir aquest còctel quan és demanat.

## Història
La primera menció coneguda d'aquesta beguda feta de barrejar whisky amb Coke és d'un informe del 1907 d'un empleat de l'Agència dels Estats Units de Química i Terres, qui va trobar la beguda quan visitava el sud dels Estats units i va veure com demanaven un còctel de "Coca-Cola high-ball". El còctel Bourbon i Coke creixeria per esdevenir molt comú entre la gent que es volia iniciar en el beure del bourbon, d'acord amb el testimoni de Dave Pickerell, un antic mestre destil·lador de la marca de bourbon Maker's Mark.
Segons Massachusetts Beverage Business l'any 2005, la popularitat del còctel Jack i Coke estava en alça entre la població dels 21 als 34 anys. Mike Keyes, el vicepresident Sènior de Jack Daniel's i Director de la Marca a nivell Global, va declarar l'any 2007 que "Amb el temps, el consum de Jack Daniel's és més habitual en combinats com per exemple amb Coca-Cola."
L'any 2016, després de la mort de Lemmy Kilmister, el líder i baixista de la banda de rock and roll Motörhead, els seus aficionats van començar una campanya per rebatejar el còctel Jack i Cola amb el nom de "Lemmy" com a homenatge al consum habitual que aquest en feia cada dia. El 12 de gener de 2016, la revista Food and Beverage batejaria oficialment el combinat Jack amb Cola com a "El Lemmy".

## Variacions

### Jack i Coke

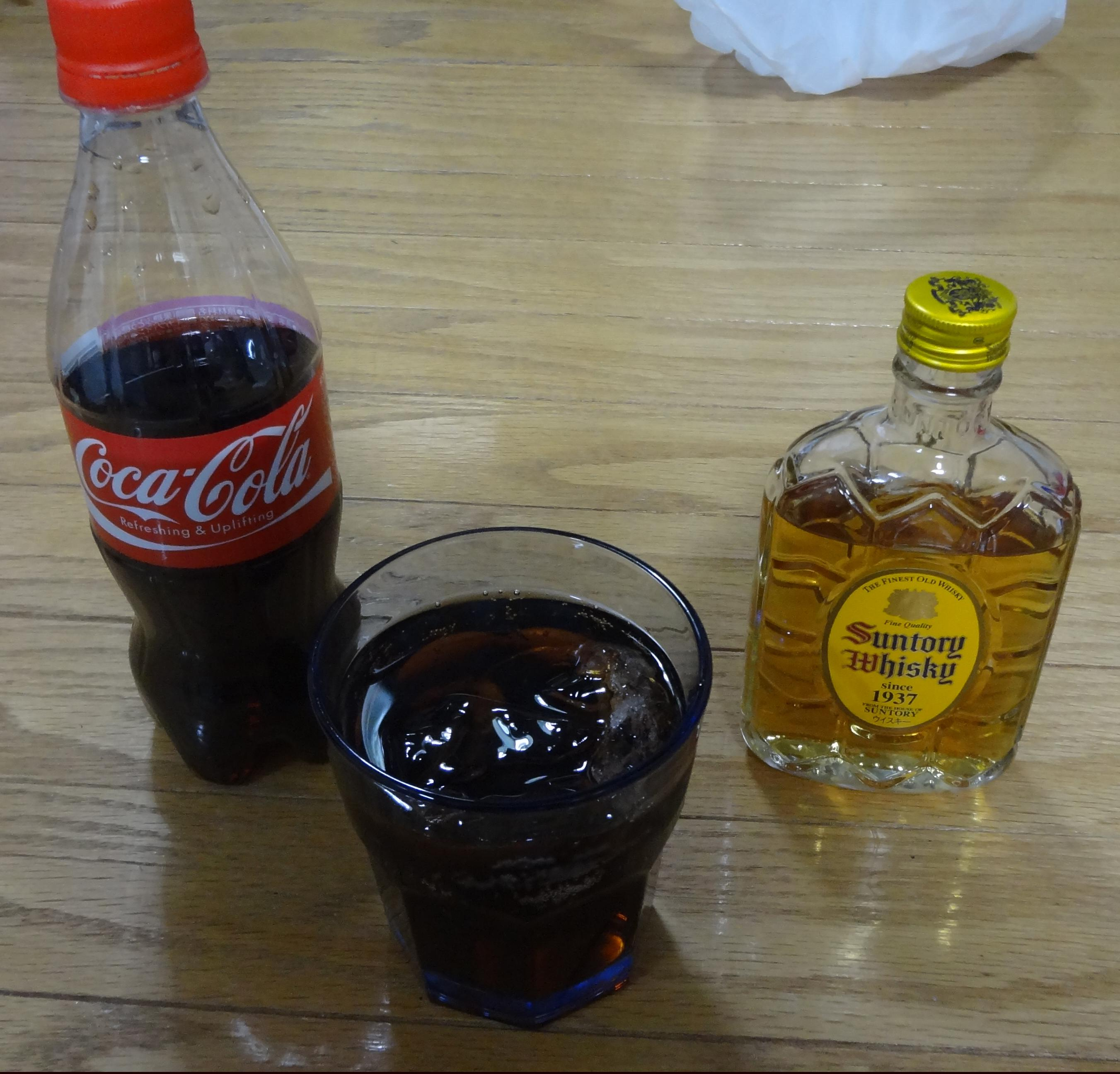
Un Whisky Suntory amb Coca-Cola

El terme "Jack i Coke" ha sigut utilitzat en alguns anuncis, i diversos productes s'han creat a partir d'aquestes campanyes de màrqueting, incloent signes als bar i sortidors dins d'aquests.
Al voltant de 1996, Jack Daniel's va posar a la venda una beguda combinada presentada dins d'una llauna de refresc anomenada "Jack Daniel's and Cola", que seguia la recepta de barrejar Jack i Coke, i es posaria primer a la venda en diversos mercats de l'Oceà Pacífic Del sud, incloent Austràlia i Nova Zelanda.

## Beuratges similars
- Al Canadà existeix un còctel similar anomenat Rye and Coke[9][10][11] (Sègol i Coke) que reemplaçava el bourbon pel Whisky canadenc (tradicionalment un whisky de sègol). Tot i que no és massa tradicional, el còctel modern és sovint guarnit amb un rodanxa de llima. I un còctel relacionat amb aquest anomenat Rye and Diet, és fet amb refresc de cola baix en sucre i cafeïna.